# Alina Simone
Alina Simone (Járkov, Ucrania, 13 de octubre de 1974) es una cantante, compositora y escritora estadounidense. Inició su carrera como cantante de indie rock y publicó cuatro trabajos discográficos. Su debut como autora sucedió en 2011 con el lanzamiento de You Must Go and Win y continuó con la novela Note to Self y el ensayo Madonnaland. También escribe para la editorial McSweeney's, la guía turística Museyon's Music and Travel y los periódicos The New York Times y The Wall Street Journal.

## Primeros años y carrera
Alina Simone nació el 13 de octubre de 1974 en Járkov (Ucrania) pero se mudó a los Estados Unidos a edad temprana como hija de refugiados políticos. Su padre Aleksandr Vilenkin, físico teórico y director del Instituto de Cosmología en la Universidad Tufts, se negó a ser reclutado por la KGB y fue incluido en la lista negra por «negativa a cooperar». Se crio en Massachusetts, donde se graduó en la escuela de arte en Boston, y posteriormente se mudó a Austin (Texas). Allí inició su carrera musical, que se vio influenciada por la música alternativa y géneros como el indie rock y el indie pop, entre otros. Simone comentó que pasó la mayor parte de su tiempo cantando en bares remotos y sótanos desde Olympia en Washington hasta Arcángel en Rusia. Su primer trabajo discográfico, un EP titulado Prettier in the Dark, se publicó en 2005. Posteriormente, en 2007 lanzó su primer álbum de estudio, Placelessness, y un año después Everyone is Crying Out to Me, Beware, un disco de versiones de temas de la poetisa y cantante rusa Yanka Diáguileva. Este último obtuvo comentarios favorables de la prensa; Stacey Anderson de la revista Spin lo consideró como una «celebración extraña e hipnótica de un alma rebelde», mientras que Joshua Klein de Pitchfork le otorgó 7,4 puntos de diez y resaltó que la cantante «logra transmitir los significados [de las letras] con toda claridad».
En 2010, fue uno de los veinte artistas en el mundo nominados para el programa Rolex Mentor and Protégé Arts Initiative. En 2011 se editó el siguiente álbum, Make Your Own Danger, y su primer libro You Must Go and Win, una colección de ensayos personales sobre Rusia y la familia. Kirkus Reviews calificó la prosa como «brillante, tensa y graciosa», y Publishers Weekly comentó que Simone «hace malabarismos hábilmente con lo filosófico y lo cómico, su entusiasmo genuino por los temas arcanos [es] tan contagioso como las pulgas en su viejo departamento». Otros proyectos literarios incluyen su primera novela Note to Self, puesto a la venta en junio de 2013, el ensayo Madonnaland (2016), un análisis sobre la artista estadounidense Madonna como también de la música y la cultura pop, y The Diamond Formula (2019). Reside en Brooklyn con su esposo, el filósofo Josh Knobe, y su hija Zoe. Simone también escribe para la editorial McSweeney's, la guía turística Museyon's Music and Travel y los periódicos The New York Times y The Wall Street Journal.

## Obra
Discografía
- 2005: Prettier In The Dark
- 2007: Placelessness
- 2008: Everyone Is Crying Out to Me, Beware
- 2011: Make Your Own Danger

Bibliografía
- 2011: You Must Go and Win
- 2013: Note to Self
- 2016: Madonnaland
- 2019: The Diamond Formula